# 481
Năm 481 là một năm trong lịch Julius.